# Corentin Campener
Corentin Campener (5 octobre 1990) est un athlète belge, spécialisé dans le saut en longueur et le triple saut. Il a obtenu 11 titres belges.

## Biographie
Corentin Campener a obtenu son premier titre de Champion de Belgique de saut en longueur en 2010, sous le maillot de la RUSTA (Royale Union Sportive Tournaisienne d'Athlétisme). 
Les deux années suivantes, alors affilié au Royal Excelsior Sports Club Brussels, il remporte les titres belges en salle cette fois-ci. En 2013, il redevient champion belge de saut en longueur en extérieur. En 2016, il remporte un troisième titre belge en salle. Puis en 2017 et 2018, il sera champion de Belgique de saut en longueur à la fois en salle et en extérieur. Fin juillet 2018, il réussit à porter son record personnel à 7,98 m, ce qui lui vaut une place pour les Championnats d'Europe à Berlin.

## Championnat de Belgique
| Discipline              | Années                                   |
| ----------------------- | ---------------------------------------- |
| saut en longueur        | 2010, 2013, 2017, 2018                   |
| saut en longueur indoor | 2011, 2012, 2016, 2017, 2018, 2019, 2020 |

## Records personnels
En extérieur
| Discipline       | Résultats | Vent     | Date            | Place   |
| ---------------- | --------- | -------- | --------------- | ------- |
| saut en longueur | 7,98 m    | +1,6 m/s | 25 juillet 2018 | Castres |
| triple saut      | 15,04 m   | -2,2 m/s | 18 mai 2013     | Herve   |

En salle
| Discipline       | Résultat | Date            | Place |
| ---------------- | -------- | --------------- | ----- |
| saut en longueur | 7,79 m   | 16 février 2020 | Gand  |

## Palmarès

### Saut en longueur
- 2010:  CB TC – 7,49 m
- 2011:  CB en salle TC – 7,56 m
- 2011:  CB TC – 7,51 m
- 2012:  CB en salle TC – 7,31 m
- 2013:  CB TC – 7,51 m
- 2015:  CB TC – 7,65 m
- 2016:  CB en salle TC – 7,70 m
- 2016:  CB TC – 7,66 m
- 2017:  CB en salle TC – 7,65 m
- 2017:  CB TC – 7,85 m
- 2018:  CB en salle TC – 7,72 m
- 2018:  CB TC – 7,66 m
- 2018: 14e qualif. CE à Berlin - 7,41 m
- 2019:  CB en salle TC – 7,70 m
- 2019:  CB TC – 7,55 m
- 2020:  CB en salle TC – 7,79 m

### Triple saut
- 2011:  CB TC – 14,39 m
- 2012:  CB TC – 14,30 m
- 2013:  CB TC – 14,47 m